# Crónica do Mouro Rasis
A Crónica do Mouro Rasis é uma crónica sobre a geografia e a história da Península Ibérica, escrito originalmente em língua árabe pelo mouro Amade ibne Maomé Arrazi (887–955) durante o califado de Abderramão III e traduzido ao português no início do século XIV.
A obra original em árabe de Arrazi chamava-se História dos emires de Espanha (Akhbâr mulûk al-Andalus) e contava com três partes. A primeira era um tratado sobre a geografia do Alandalus (a Península Ibérica da época árabe), a segunda uma história pré-islâmica da Península, e a terceira contava a história da invasão muçulmana e dos governantes mouros. Essa obra encontra-se atualmente perdida, mas algo de seu conteúdo é conhecido por traduções feitas a línguas dos reinos ibéricos medievais. Foi também frequentemente usada como fonte histórica por escritores como o arcebispo de Toledo Rodrigo Jiménez de Rada, que a cita várias vezes em seu De rebus Hispaniae (1243).
Sabe-se que o livro foi traduzido do árabe ao português entre os séculos XIII e XIV pelo clérigo Gil Peres (morto c. 1315) junto com um ajudante mouro chamado Maomé. Gil Peres era clérigo de Pero Anes de Portel, membro destacado da corte do rei D. Dinis de Portugal, e utilizou ou a obra original de Arrazi ou obras baseadas nesse original para a versão portuguesa. A tradução da crónica de Arrazi é consequência da política cultural de D. Dinis, que incentivou várias traduções ao português de importantes obras em castelhano e árabe.
A Crónica do Mouro Rasis de Gil Peres também se encontra perdida, mas foi utilizada como base de um capítulo da Crónica Geral de Espanha de 1344, escrita por Pedro Afonso, conde de Barcelos, sobre a geografia e história da Península sob domínio muçulmano. Esse capítulo foi incorporado à refundição da mesma crónica em 1400 e às traduções castelhanas, de maneira que assim se pode saber algo da primitiva versão portuguesa. Também se conservam fragmentos da crónica derivados de uma tradução ao castelhano realizada no século XV, a partir da versão de Gil Peres. Em 1430, um resumo da crónica foi incorporada à Crónica Sarracina, do escritor castelhano Pedro del Corral.